# Az EgyptAir úti céljai
Ez az EgyptAir légitársaság úti céljainak listája, 2013 szeptemberi állapot alapján. A listában szerepelnek olyan repülőterek is, amelyekre a légitársaság jogelődjei, a Misr Airwork, a Misr Airlines, a Misr Air és a United Arab Airlines (UAA) működtetett járatokat.

Országok, melyekbe az EgyptAir járatai repülnek (szezonális és tervezett járatokkal együtt).
Egyiptom
Az EgyptAir úticéljai

| [Bázis]        | Bázisrepülőtér          |
| [Fókusz]       | Fókuszváros repülőtere  |
| [Teher]        | Csak teherszállítás     |
| [Utas + teher] | Utas- és teherszállítás |
| ^              | Tervezett               |
| [M]            | Megszűnt                |

## Fordítás
- Ez a szócikk részben vagy egészben  az   EgyptAir destinations című angol Wikipédia-szócikk ezen változatának fordításán alapul.  Az eredeti cikk szerkesztőit annak laptörténete sorolja fel. Ez a jelzés csupán a megfogalmazás eredetét és a szerzői jogokat jelzi, nem szolgál a cikkben szereplő információk forrásmegjelöléseként.